# Pobeda Skopje
Lo ŽFD Pobeda Skopje è stata una società calcistica macedone con sede nella capitale Skopje.

## Storia
Raggiunse il suo piccolo momento di gloria nel 1946 alloquando, vincendo il torneo macedone, fu ammesso nel campionato jugoslavo. Nonostante un più che soddisfacente ottavo posto, la ristrutturazione dei tornei prevista per l'anno successivo lo costrinse alla retrocessione. Tuttavia una fortunosa serie di eventi intervenne a salvarlo: in Italia, infatti, la FIGC ripescò la Triestina in Serie A per motivi politici e a quel punto, per non essere di meno, la Federcalcio jugoslava ripescò a sua volta la Ponziana nella Prva Liga che venne così ad avere un organico dispari, per ripareggiare il quale fu ripescato anche il Pobeda, massimo club della Macedonia.
Nel 1947 si fuse con il Gragjanski Skopje per dar vita al Vardar.

## Palmarès
- Campionato macedone: 1

1946

## Rosa 1946-1947
Giocatore (presenze/reti) ruolo
- Boris Ivanovski 5/−7 (P)
- Gojko Popović 8/−19 (P)
- Vasil Dilev 8/−12 (P)
- Duško Hristovski 5/−11 (P)
- Krsto Georgievski 25/0 (D)
- Mihajlo Martinovski 25/0 (D)
- Mile Gerasimovski 22/1 (D)
- Hristo Kiprinovski 13/1 (D)
- Mensur Bajrami 26/0 (D)
- Metodije Blaževski 11/0 (D)
- Boris Jordanovski 12/0 (D)
- Dragan Georgievski 25/14 (A)
- Hristo Hristovski 22/7 (A)
- Todor Balevski 21/4 (A)
- Georgi Cincievski 15/7 (A)
- Josif Todorovski 14/2 (A)
- Ante Andonovski 10/4 (A)
- Angelko Petrovski 4/1 (A)
- Trajko Serafimovski 4/0 (A)
- Tošo Nikolić 3/0 (A)
- Vlado Dimitrovski 2/0 (A)
- Boris Kimovski 2/0 (A)
- Slavko Kitanovski 1/0 (A)
- Blagoja Kočevski 1/0 (A)
- Branko Šutevski 1/0 (A)
- Božidar Kapušto 1/0 (A)

### Allenatori
- Blagoja Pavlovski
- Aleksandar Simonovski